# Гуцов Андрій Федорович
Андрій Федорович Гуцов (біл. Андрэй Фёдаравіч Гуцаў; нар. 4 листопада 1967, c. Головинці, Гомельська область) — білоруський письменник, перекладач з латиської мови.

## Біографія
Андрій Гуцов народився 4 листопада 1967 у селі Головинці Гомельського району Гомельської області Білоруської РСР.
Він навчався на білоруському відділенні філологічного факультету БДУ, у 1989 році перевівся з 4 курсу на 1 курс групи перекладачів філологічного факультету Латвійського університету, який закінчив у 1993 році. 
З 1994 року працював учителем білоруської школи в Ризі. 
Жив у Юрмалі.

## Творчість
Автор поетичних збірок «Відчуження» (біл. «Адчужэнне»), «Шалена ніч» (біл. «Шалёная ноч») і прози «Книга привидів» (біл. «Кніга зданяў»). 
Перекладає з латиської. Переклав деякі твори Улдіса Берзіньша та інших митців. Разом з Левоном Барщевським уклав «Коротку граматику латиської мови» (2008).

## Нагороди
- Шорт-лист літературної премії Єжи Ґедройця 2014 року з книгою «Книга привидів».